# Liste der Orte im Landkreis Rottweil
Die Liste der Orte im Landkreis Rottweil listet die geographisch getrennten Orte (Ortsteile, Stadtteile, Dörfer, Weiler – badisch Zinken –, Wohnplätze, Höfe, (Einzel-)Häuser) im Landkreis Rottweil auf.

## Systematische Liste
Alphabet der Städte und Gemeinden mit den zugehörigen Orten.
- Aichhalden mit den Gemeindeteilen Aichhalden, Bach und Altenberg und Rötenberg.
  - Zu Aichhalden das Dorf Aichhalden, die Weiler Bühlen und Hinteraichhalden, die Höfe Buz, Eselbach, Reißer, Riesen, Schachen, Weiher und Zollhaus und die Wohnplätze Bruck, Heimliswald, Loch und Wanne.
  - Zu Bach und Altenberg das Dorf Bach und Altenberg und die Wohnplätze Bergsteig, Schwanenmoos und Segelacker.
  - Zu Rötenberg das Dorf Rötenberg, die Weiler Kiener (mit Rötenberg zusammengewachsen) und Reint, die Höfe Brandsteig und Heftenbach und die Wohnplätze Etzenbühl, Mergelacker und Schoren.
- Bösingen mit den Gemeindeteilen Bösingen und Herrenzimmern.
  - Zu Bösingen das Dorf Bösingen, der Weiler Kasperleshof und die Höfe Herrenbühlhof und Waldhof.
  - Zu Herrenzimmern das Dorf Herrenzimmern und das Gehöft Stittholzhof.
- Deißlingen mit den Gemeindeteilen Deißlingen und Lauffen ob Rottweil.
  - Zu Deißlingen das Dorf Deißlingen, der Weiler Hinterhölzer Höfe, die Höfe Langenfeld und Maienbühl und der Wohnplatz Bundesbahnhof Trossingen.
  - Zu Lauffen ob Rottweil das Dorf Lauffen ob Rottweil, die Weiler Hochhalden und Niederhalden, das Gehöft Lerchenbühl und der Wohnplatz Schachthaus.
- Dietingen mit den Gemeindeteilen Böhringen, Dietingen, Gößlingen, Irslingen und Rotenzimmern.
  - Zu Böhringen das Dorf Böhringen und die Wohnplätze Böhringer Mühle und Kapellenhof.
  - Zu Dietingen das Dorf Dietingen, Schloss und Gehöft Hohenstein, das Gehöft Tierstein und der Wohnplatz Hasler-Wasen.
  - Zu Gößlingen das Dorf Gößlingen.
  - Zu Irslingen das Dorf Irslingen und Häuser und Kapelle Mariahochheim.
  - Zu Rotenzimmern das Dorf Rotenzimmern und das Gehöft Bettenberger Hof.
- Dornhan mit den Stadtteilen Bettenhausen, Busenweiler, Dornhan, Fürnsal, Leinstetten, Marschalkenzimmern und Weiden.
  - Zu Bettenhausen das Dorf Bettenhausen.
  - Zu Busenweiler das Dorf Busenweiler und der Weiler Aischfeld.
  - Zu Dornhan die Stadt Dornhan, die Weiler Dobel und Gundelshausen, die Höfe Friedrichshof und Oberhart und die Wohnplätze Brandeck und Braunhalden.
  - Zu Fürnsal das Dorf Fürnsal und der Wohnplatz Fürnsaler Sägmühle.
  - Zu Leinstetten das Dorf Leinstetten und der Weiler Kaltenhof.
  - Zu Marschalkenzimmern das Dorf Marschalkenzimmern.
  - Zu Weiden das Dorf Weiden.
- Dunningen mit den Gemeindeteilen Dunningen, Lackendorf und Seedorf.
  - Zu Dunningen das Dorf Dunningen, die Weiler Auf der Stampfe und Frohnhof (Berghof), die Höfe Eichhof, Gifizenmoos, Stittholz, Staudenrain und Beckenwäldle und der Wohnplatz Hinterburg.
  - Zu Lackendorf das Dorf Lackendorf.
  - Zu Seedorf das Dorf Seedorf.
- Epfendorf mit den Gemeindeteilen Epfendorf, Harthausen und Trichtingen.
  - Zu Epfendorf das Dorf Epfendorf, die Weiler Butschhof, Talhausen und Wasenhäuser, die Höfe Krummsteig, Langensteig, Rindenhof, Sandbühl und Wenthof und die Wohnplätze Bahnhof Talhausen, Harrenberg und Harzwaldhäuser.
  - Zu Harthausen das Dorf Harthausen, Schloss und Gehöft Lichtenegg, das Gehöft Ramstein und der Wohnplatz Ramsteiner Mühle.
  - Zu Trichtingen das Dorf Trichtingen und die Wohnplätze Obere Mühle und Untere Mühle.
- Eschbronn mit den Gemeindeteilen Locherhof und Mariazell.
  - Zu Locherhof das Dorf Locherhof und der Wohnplatz Geigenberg.
  - Zu Mariazell das Dorf Mariazell, die Weiler Rotsee (mit Mariazell zusammengewachsen), Teufen und Untere Mühlbauern und die Höfe Alte Ziegelhütte, Berken, Burschachen, Gaisfurt, Harzwald, Hirschbühl, Kohlholz, Lehen und Maden.
- Fluorn-Winzeln mit den Gemeindeteilen Fluorn und Winzeln.
  - Zu Fluorn das Dorf Fluorn und der Wohnplatz Pochenmühle.
  - Zu Winzeln das Dorf Winzeln und die Höfe Kirchentannen, Staffelbach und Untere Mühle.
- Hardt mit dem Dorf Hardt, den Siedlungen Teilen und Tischneck, dem Weiler Hugswald, den Höfen Friedrichsberg, Nägelessee, Nonnenberg und Steinreute und dem Wohnplatz Neuwelt.
- Lauterbach mit dem Dorf Lauterbach, den Weilern Diesenhof, Mooswaldhof und Fohrenbühl, den Höfen Bremenloch, Bruckhof, Doldenhof, Dollenhof, Fehrenbacher Hof, Finsterbachhof, Gifthof, Gründle, Grundhof, Güntersberg, Hasenhof, Hülsenbühl, Hugenhof, Imbrand, Jörgenmicheleshof, Kuonbacher Hof, Mückenberg, Oberbauernhof, Reibehof, Rotwasser, Schafhof, Spittel, Vogtsbauernhof, Welschdorf, Wiesbauernhof, Winterbauernhof und Wursthof und den Wohnplätzen Grusenloch, Heiligenmatte, Hinterbach, Hölzleshof, Holzschuhberg, Kahlenberg, Tannenäckerle und Trombach.
- Oberndorf am Neckar mit den Stadtteilen Aistaig, Altoberndorf, Beffendorf, Bochingen, Boll, Hochmössingen und Oberndorf am Neckar.
  - Zu Aistaig das Dorf Aistaig, das Gehöft Herrenwald und der Wohnplatz Rötelhof.
  - Zu Altoberndorf das Dorf Altoberndorf, das Gehöft Boller Berg und die Wohnplätze Dollau, Grüner Berg, Hegelberg, Höhingen und Irslenbach.
  - Zu Beffendorf das Dorf Beffendorf und das Gehöft Oberaichhof.
  - Zu Bochingen das Dorf Bochingen und die Höfe Einfeld und Unterer Schlatthof.
  - Zu Boll das Dorf Boll und das Gehöft Oberer Schlatthof.
  - Zu Hochmössingen das Dorf Hochmössingen.
  - Zu Oberndorf am Neckar die Stadt Oberndorf am Neckar, die Stadtteile Lindenhof, Neckarvorstadt und Webertal, das Gehöft Staatsdomäne Unteraichhof und die Wohnplätze An der Aistaiger Straße, Fischweiher, Grundhäuser, Nestelwasen und Stockbrunnen.
- Rottweil mit den Stadtteilen Feckenhausen, Göllsdorf, Hausen ob Rottweil, Neufra, Neukirch, Rottweil und Zepfenhan.
  - Zu Feckenhausen das Dorf Feckenhausen und das Gehöft Jungbrunnen.
  - Zu Göllsdorf das Dorf Göllsdorf und das Gehöft Haslerhof.
  - Zu Hausen ob Rottweil das Dorf Hausen ob Rottweil und die Höfe Lehrhof, Oberrotenstein und Unterrotenstein.
  - Zu Neufra das Dorf Neufra.
  - Zu Neukirch das Dorf Neukirch und der Weiler Vaihinger Hof.
  - Zu Rottweil die Stadt Rottweil, die Stadtteile Bühlingen, Rottenmünster und Rottweil-Altstadt, der Weiler Hochwald, die Höfe Bettlinsbad, Eckhof, Hardthaus, Hegneberg, Neckarburg und Römerhof und die Wohnplätze Alte Straße nach Zimmern, Balinger Straße, Bollershof, Dietinger Straße, Marktenhöhe, Neckartal, Obere Ziegelhütte, Saline Wilhelmshall und Schafwasen.
  - Zu Zepfenhan das Dorf Zepfenhan und das Gehöft Sonthof.
- Schenkenzell mit den Gemeindeteilen Kaltbrunn und Schenkenzell.
  - Zu Kaltbrunn die Weiler Kaltbrunn (Tal), An der Gütsch, Roßberg, Vortal, Wittichen und Zundelgraben, die Zinken Gallenbach, Hinter Heubach, Müllers(Mühle)grund und Wüstenbach, die Höfe Auf dem Bühl(hof) und Rinkenbach und die Wohnplätze Auf der Lay, Bei der Gütegottesgrube, Beim Försterhaus, Brestental, Grausenloch, Heubachmühle, Jägerhaus und Reilinsberg.
  - Zu Schenkenzell das Dorf Schenkenzell, die Zinken An der Witticherstraße, Dachsloch, Grubersgrund, Holzebene (Nußhard), Kaibach, Müllerswald (Hinter und Vorder), Tannengrund (Ober und Unter), Tös und Vorder Heubach, Häuser und Höfe Bühl, Haldenhof (Unterhalden), Im Löchle, Tannenhof und Wiedmenhof, die Höfe Auf der Steig, Dürrhof (Tierhof), Erlenberg, Fräulinsberg, Herrenwald, Kuhberg, Neuhaus bei Zollhaus Württemberg, Oberhalden, Rotlehof, Stockhof, Süßlesberg, Waldenbrunn und Winterhalden und die Wohnplätze Brandsteig, Burgstall, Eselgrund, Gelbeckle (Oberer Stockhof), Herrenberg, Herrengrund, Kegelriß, Nachtloch, Schloßhof mit Schenkenburg, Stockmühle und Teufelsküche (Granitwerk).
- Schiltach mit den Stadtteilen Lehengericht und Schiltach.
  - Zu Lehengericht die Siedlung Herdweg, die Weiler Auf dem Hof, Schmelzle, Vor dem unteren Erdlinsbach, Vor Reichenbächle und Welschdorf, die Zinken Höllgraben, Im Eulersbach, Im hinteren Erdlinsbach, Kienbronn, Rohrbach und Rubstock, Haus und Gehöft Deisenbauernhof, die Höfe Aichberg, Bei Höfen, Breitreute, Bühl, Ecke, Herrenweg, Hinterhof, Hinterholz, Hinterlehen, Hofbauernhof, Hunersbach, Im Hunsel, Liefersberg, Lindenhof, Mosenmättle, Oberreichenbächle, Oberstaigenbach, Pfundsteinhof, Ramsel, Riesen, Rotlach, Schöngrund, Stammelbach, Unterstaigenbach, Vor dem hinteren Erdlinsbach, Vor Hunsel und Weiden und die Wohnplätze Am Hohenstein, Am Steg, Auf dem Grün, Bohmen, Dornacker, Emlinsberg, Grumpen, Grumpenbächle, Heuwiese, Hollai, Hütte, Kienbächle, Rohrbachgrund, Schrofen, Sommerwies, Unterreichenbächle und Vor Eulersbach.
  - Zu Schiltach die Stadt Schiltach, die Zinken Grumpenbächle und Vorderheubach und die Wohnplätze Auf der Staig, Blattenhäuserwiese, Grumpen und Kuhbacherhof (Vor Kuhbach).
- Schramberg mit den Stadtteilen Schramberg, Tennenbronn und Waldmössingen.
  - Zu Schramberg die Stadt Schramberg, der Stadtteil Sulgen, die Weiler Heiligenbronn, Hintersulgen und Schönbronn, Haus und Hof Hutneck, die Höfe Beim Meierhof, Beschenhof, Birkenhof, Brambach, Bühlhof, Hochholz, Imbrand, Josenhaus, Lienberg, Säuen, Schilteck, Schwabenhof, Steighäusle (Sulgen), Teufen und Vier Häuser und die Wohnplätze Bergstöffel, Berneckbad, Bühle, Deisenhof, Falkenstein, Finsterbach, Friedrichsberg, Gaswerk, Glasbach, Haldenhof, Hasenhäusle, Heuwies, Hohenschramberg (Ruine), Kühlloch, Lamprechtshof, Oberer Kirnbach, Oberreute, Paradieshof, Rappenbauernhof, Rappenfelsen, Raustein, Roßwald, Schlangenbühl, Schloßhof, Schoren, Schützenhaus, Steighäusle (Göttelbach), Tierstein, Tischneck, Vogthof und Wolfsbühl.
  - Zu Tennenbronn das Dorf Tennenbronn, die Siedlung Bruck, die Zinken Affentäle, Altenburg, Am Bach, Auf dem Berg, Auf der Ecke (Hintere), Auf der Ecke (Vordere), Berneck, Bühl, Dobel, Eichbach (Sommerberg), Eichbach (Winterberg), Falken (Ober und Unter), Gersbach, Halden, Höldecke, Hub, Kalkhof, Kohlwald, Langenberg, Lehenwies, Leonberg, Linden, Maurerhäusle, Mittelberg, Öhle, Purpen, Purpenhalde, Ramstein (Hinter- und Vorder-), Remsbach, Reute (Tierungsreute), Schachenbronn, Schliefebühl, Schwarzenbach (Oberer), Schwarzenbach (Unterer), Seilerecke, Sommerberg, Sommermoos, Trombach, Unterm Dorf, Unterschiltach, Weierhalden, Windkapf und Wintermoos, die Höfe Am Felsen, Bärenwald, Kalkecke, Schleifeloch und Wiesenbauernhof und die Wohnplätze Bühlweg, Eckle, Moosdobel und Mulpenbühl.
  - Zu Waldmössingen das Dorf Waldmössingen und die Höfe Greichen, Hochbühl und Lehen.
- Sulz am Neckar mit den Stadtteilen Bergfelden, Dürrenmettstetten, Fischingen, Glatt, Holzhausen, Hopfau, Mühlheim am Bach, Renfrizhausen, Sigmarswangen und Sulz am Neckar.
  - Zu Bergfelden das Dorf Bergfelden und die Wohnplätze Salzbohrhaus und Untermühle.
  - Zu Dürrenmettstetten das Dorf Dürrenmettstetten und der Wohnplatz Ziegelhütte.
  - Zu Fischingen das Dorf Fischingen, das Gehöft Wehrstein und der Wohnplatz Haltestelle Fischingen.
  - Zu Glatt das Dorf Glatt und das Gehöft Oberhof.
  - Zu Holzhausen das Dorf Holzhausen.
  - Zu Hopfau das Dorf Hopfau, die Weiler Brachfeld, Neunthausen, Niederdobel und Reinau und die Wohnplätze Nießle und Sommerhalde.
  - Zu Mühlheim am Bach das Dorf Mühlheim am Bach und die Wohnplätze Untere Mühle und Staatsdomäne Weiherhof.
  - Zu Renfrizhausen das Dorf Renfrizhausen und die Höfe Staatsdomäne Bernstein und Staatsdomäne Kirchberg.
  - Zu Sigmarswangen das Dorf Sigmarswangen.
  - Zu Sulz am Neckar die Stadt Sulz am Neckar, die Höfe Marienhof, Riedelhalde und Schnaithof und die Wohnplätze Geroldstein, herzogliche Domäne mit Ruine Albeck, Ramshalde und Viehhaus.
- Villingendorf mit dem Dorf Villingendorf und dem Gehöft Tannwald.
- Vöhringen mit den Gemeindeteilen Vöhringen und Wittershausen.
  - Zu Vöhringen das Dorf Vöhringen, die Höfe Rötenmühle und Siegelhaus und der Wohnplatz Ziegelhütte.
  - Zu Wittershausen das Dorf Wittershausen.
- Wellendingen mit den Gemeindeteilen Wellendingen und Wilflingen. Zu Wellendingen das Dorf Wellendingen, der Weiler Stungen, und die Höfe Katzensteig (Wannenhof), Untere Mühle und Ziegelhütte. Zu Wilflingen das Dorf Wilflingen.
- Zimmern ob Rottweil mit den Gemeindeteilen Flözlingen, Horgen, Stetten ob Rottweil und Zimmern ob Rottweil.
  - Zu Flözlingen das Dorf Flözlingen.
  - Zu Horgen das Dorf Horgen und das Gehöft Wildenstein.
  - Zu Stetten ob Rottweil das Dorf Stetten ob Rottweil.
  - Zu Zimmern ob Rottweil das Dorf Zimmern ob Rottweil.

## Alphabetische Liste
In Fettschrift erscheinen die Orte, die namengebend für die Gemeinde sind, in Kursivschrift Einzelhäuser, Häusergruppen, Burgen, Schlösser und Höfe. Zusätzliche bestehende kleine Orte nach der Quelle www.leo-bw.de werden dort in aller Regel nicht wie in der Listengrundlage nach Weiler/Siedlung/Wohnplatz usw. differenziert, sondern einheitlich als Wohnplatz klassifiziert, dieser Ortsteiltyp wird hier entsprechend kursiviert übernommen.

### A
- Affentäle zu Schramberg
- Aichberg zu Schiltach
- Aichhalden
- Aischfeld zu Dornhan
- Aistaig zu Oberndorf am Neckar
- Albeck zu Sulz am Neckar
- Alte Straße nach Zimmern zu Rottweil
- Alte Ziegelhütte zu Eschbronn
- Altenburg zu Schramberg
- Altoberndorf zu Oberndorf am Neckar
- Am Bach zu Schramberg
- Am Felsen zu Schramberg
- Am Hohenstein zu Schiltach
- Am Steg zu Schiltach
- An der Aistaiger Straße zu Oberndorf am Neckar
- An der Gütsch zu Schenkenzell
- An der Witticherstraße zu Schenkenzell
- Auf dem Berg zu Schramberg
- Auf dem Bühl(hof) zu Schenkenzell
- Auf dem Grün zu Schiltach
- Auf dem Hof zu Schiltach
- Auf der Ecke (Hintere) zu Schramberg
- Auf der Ecke (Vordere) zu Schramberg
- Auf der Lay zu Schenkenzell
- Auf der Staig zu Schiltach
- Auf der Stampfe zu Dunningen
- Auf der Steig zu Schenkenzell

### B
- Bach und Altenberg zu Aichhalden
- Bahnhof Talhausen zu Epfendorf
- Balinger Straße zu Rottweil
- Bärenwald zu Schramberg
- Beckenwäldle zu Dunningen
- Beffendorf zu Oberndorf am Neckar
- Bei der Gütegottesgrube zu Schenkenzell
- Bei Höfen zu Schiltach
- Beim Försterhaus zu Schenkenzell
- Beim Meierhof zu Schramberg
- Bergfelden zu Sulz am Neckar
- Bergsteig zu Aichhalden
- Bergstöffel zu Schramberg
- Berken zu Eschbronn
- Berneck zu Schramberg
- Berneckbad zu Schramberg
- Beschenhof zu Schramberg
- Bettenberger Hof zu Dietingen
- Bettenhausen zu Dornhan
- Bettlinsbad zu Rottweil
- Birkenhof zu Schramberg
- Blattenhäuserwiese zu Schiltach
- Bochingen zu Oberndorf am Neckar
- Bohmen zu Schiltach
- Böhringen zu Dietingen
- Böhringer Mühle zu Dietingen
- Boll zu Oberndorf am Neckar
- Boller Berg zu Oberndorf am Neckar
- Bollershof zu Rottweil
- Bösingen
- Brachfeld zu Sulz am Neckar
- Brambach zu Schramberg
- Brandeck zu Dornhan
- Brandsteig zu Aichhalden
- Brandsteig zu Schenkenzell
- Braunhalden zu Dornhan
- Breitreute zu Schiltach
- Bremenloch zu Lauterbach
- Brestental zu Schenkenzell
- Bruck zu Schramberg
- Bruck zu Aichhalden
- Bruckhof zu Lauterbach
- Bühl zu Schramberg
- Bühl zu Schenkenzell
- Bühl zu Schiltach
- Bühle zu Schramberg
- Bühlen zu Aichhalden
- Bühlhof zu Schramberg
- Bühlingen zu Rottweil
- Bühlweg zu Schramberg
- Bundesbahnhof Trossingen zu Deißlingen
- Burgstall zu Schenkenzell
- Burschachen zu Eschbronn
- Busenweiler zu Dornhan
- Butschhof zu Epfendorf
- Buz zu Aichhalden

### D
- Dachsloch zu Schenkenzell
- Deisenbauernhof zu Schiltach
- Deisenhof zu Schramberg
- Deißlingen
- Diesenhof zu Lauterbach
- Dietingen
- Dietinger Straße zu Rottweil
- Dobel zu Dornhan
- Dobel zu Schramberg
- Doldenhof zu Lauterbach
- Dollau zu Oberndorf am Neckar
- Dollenhof zu Lauterbach
- Dornacker zu Schiltach
- Dornhan
- Dunningen
- Dürrenmettstetten zu Sulz am Neckar
- Dürrhof (Tierhof) zu Schenkenzell

### E
- Ecke zu Schiltach
- Eckhof zu Rottweil
- Eckle zu Schramberg
- Eichbach (Sommerberg) zu Schramberg
- Eichbach (Winterberg) zu Schramberg
- Eichhof zu Dunningen
- Einfeld zu Oberndorf am Neckar
- Emlinsberg zu Schiltach
- Epfendorf
- Erlenberg zu Schenkenzell
- Eselbach zu Aichhalden
- Eselgrund zu Schenkenzell
- Etzenbühl zu Aichhalden

### F
- Falken (Ober und Unter) zu Schramberg
- Falkenstein zu Schramberg
- Feckenhausen zu Rottweil
- Fehrenbacher Hof zu Lauterbach
- Finsterbach zu Schramberg
- Finsterbachhof zu Lauterbach
- Fischingen zu Sulz am Neckar
- Fischweiher zu Oberndorf am Neckar
- Flözlingen zu Zimmern ob Rottweil
- Fluorn zu Fluorn-Winzeln
- Fohrenbühl zu Lauterbach
- Fräulinsberg zu Schenkenzell
- Friedrichsberg zu Hardt
- Friedrichsberg zu Schramberg
- Friedrichshof zu Dornhan
- Frohnhof (Berghof) zu Dunningen
- Fürnsal zu Dornhan
- Fürnsaler Sägmühle zu Dornhan

### G
- Gaisfurt zu Eschbronn
- Gallenbach zu Schenkenzell
- Gaswerk zu Schramberg
- Geigenberg zu Eschbronn
- Gelbeckle (Oberer Stockhof) zu Schenkenzell
- Geroldstein zu Sulz am Neckar
- Gersbach zu Schramberg
- Gifizenmoos zu Dunningen
- Gifthof zu Lauterbach
- Glasbach zu Schramberg
- Glatt zu Sulz am Neckar
- Göllsdorf zu Rottweil
- Gößlingen zu Dietingen
- Grausenloch zu Schenkenzell
- Greichen zu Schramberg
- Grubersgrund zu Schenkenzell
- Grumpen zu Schiltach
- Grumpen zu Schiltach
- Grumpenbächle zu Schiltach
- Grumpenbächle zu Schiltach
- Grundhäuser zu Oberndorf am Neckar
- Grundhof zu Lauterbach
- Gründle zu Lauterbach
- Grüner Berg zu Oberndorf am Neckar
- Grusenloch zu Lauterbach
- Gundelshausen zu Dornhan
- Güntersberg zu Lauterbach

### H
- Halden zu Schramberg
- Haldenhof zu Schramberg
- Haldenhof (Unterhalden) zu Schenkenzell
- Haltestelle Fischingen zu Sulz am Neckar
- Hardt
- Hardthaus zu Rottweil
- Harrenberg zu Epfendorf
- Lauterbach zu Epfendorf
- Harzwald zu Eschbronn
- Harzwaldhäuser zu Epfendorf
- Hasenhäusle zu Schramberg
- Hasenhof zu Lauterbach
- Haslerhof zu Rottweil
- Hasler-Wasen zu Dietingen
- Hausen ob Rottweil zu Rottweil
- Heftenbach zu Aichhalden
- Hegelberg zu Oberndorf am Neckar
- Hegneberg zu Rottweil
- Heiligenbronn zu Schramberg
- Heiligenmatte zu Lauterbach
- Heimliswald zu Aichhalden
- Herdweg zu Schiltach
- Herrenberg zu Schenkenzell
- Herrenbühlhof zu Bösingen
- Herrengrund zu Schenkenzell
- Herrenwald zu Oberndorf am Neckar
- Herrenwald zu Schenkenzell
- Herrenweg zu Schiltach
- Herrenzimmern zu Bösingen
- Heubachmühle zu Schenkenzell
- Heuwies zu Schramberg
- Heuwiese zu Schiltach
- Hinter Heubach zu Schenkenzell
- Hinteraichhalden zu Aichhalden
- Hinterbach zu Lauterbach
- Hinterburg zu Dunningen
- Hinterhof zu Schiltach
- Hinterholz zu Schiltach
- Hinterhölzer Höfe zu Deißlingen
- Hinterlehen zu Schiltach
- Hintersulgen zu Schramberg
- Hirschbühl zu Eschbronn
- Hochbühl zu Schramberg
- Hochhalden zu Deißlingen
- Hochholz zu Schramberg
- Hochmössingen zu Oberndorf am Neckar
- Hochwald zu Rottweil
- Hofbauernhof zu Schiltach
- Hohenschramberg (Ruine) zu Schramberg
- Hohenstein zu Dietingen
- Höhingen zu Oberndorf am Neckar
- Höldecke zu Schramberg
- Hollai zu Schiltach
- Höllgraben zu Schiltach
- Holzebene (Nußhard) zu Schenkenzell
- Holzhausen zu Sulz am Neckar
- Hölzleshof zu Lauterbach
- Holzschuhberg zu Lauterbach
- Hopfau zu Sulz am Neckar
- Horgen zu Zimmern ob Rottweil
- Hub zu Schramberg
- Hugenhof zu Lauterbach
- Hugswald zu Hardt
- Hülsenbühl zu Lauterbach
- Hunersbach zu Schiltach
- Hutneck zu Schramberg
- Hütte zu Schiltach

### I
- Im Eulersbach zu Schiltach
- Im hinteren Erdlinsbach zu Schiltach
- Im Hunsel zu Schiltach
- Im Löchle zu Schenkenzell
- Imbrand zu Lauterbach
- Imbrand zu Schramberg
- Irslenbach zu Oberndorf am Neckar
- Irslingen zu Dietingen

### J
- Jägerhaus zu Schenkenzell
- Jörgenmicheleshof zu Lauterbach
- Josenhaus zu Schramberg
- Jungbrunnen zu Rottweil

### K
- Kahlenberg zu Lauterbach
- Kaibach zu Schenkenzell
- Kalkecke zu Schramberg
- Kalkhof zu Schramberg
- Kaltbrunn (Tal) zu Schenkenzell
- Kaltenhof zu Dornhan
- Kapellenhof zu Dietingen
- Kasperleshof zu Bösingen
- Katzensteig (Wannenhof) zu Wellendingen
- Kegelriß zu Schenkenzell
- Kienbächle zu Schiltach
- Kienbronn zu Schiltach
- Kiener zu Aichhalden
- Kirchentannen zu Fluorn-Winzeln
- Kohlholz zu Eschbronn
- Kohlwald zu Schramberg
- Krummsteig zu Epfendorf
- Kuhbacherhof (Vor Kuhbach) zu Schiltach
- Kuhberg zu Schenkenzell
- Kühlloch zu Schramberg
- Kuonbacher Hof zu Lauterbach

### L
- Lackendorf zu Dunningen
- Lamprechtshof zu Schramberg
- Langenberg zu Schramberg
- Langenfeld zu Deißlingen
- Langensteig zu Epfendorf
- Lauffen ob Rottweil zu Deißlingen
- Lauterbach
- Lehen zu Eschbronn
- Lehen zu Schramberg
- Lehenwies zu Schramberg
- Lehrhof zu Rottweil
- Leinstetten zu Dornhan
- Leonberg zu Schramberg
- Lerchenbühl zu Deißlingen
- Lichtenegg zu Epfendorf
- Liefersberg zu Schiltach
- Lienberg zu Schramberg
- Linden zu Schramberg
- Lindenhof zu Oberndorf am Neckar
- Lindenhof zu Schiltach
- Loch zu Aichhalden
- Locherhof zu Eschbronn

### M
- Maden zu Eschbronn
- Maienbühl zu Deißlingen
- Mariahochheim zu Dietingen
- Mariazell zu Eschbronn
- Marienhof zu Sulz am Neckar
- Marschalkenzimmern zu Dornhan
- Marktenhöhe zu Rottweil
- Maurerhäusle zu Schramberg
- Mergelacker zu Aichhalden
- Mittelberg zu Schramberg
- Moosdobel zu Schramberg
- Mooswaldhof zu Lauterbach
- Mosenmättle zu Schiltach
- Mückenberg zu Lauterbach
- Mühlheim am Bach zu Sulz am Neckar
- Müllers(Mühle)grund zu Schenkenzell
- Müllerswald (Hinter und Vorder) zu Schenkenzell
- Mulpenbühl zu Schramberg

### N
- Nachtloch zu Schenkenzell
- Nägelessee zu Hardt
- Neckarburg zu Rottweil
- Neckartal zu Rottweil
- Neckarvorstadt zu Oberndorf am Neckar
- Nestelwasen zu Oberndorf am Neckar
- Neufra zu Rottweil
- Neuhaus bei Zollhaus Württemberg zu Schenkenzell
- Neukirch zu Rottweil
- Neunthausen zu Sulz am Neckar
- Neuwelt zu Hardt
- Niederdobel zu Sulz am Neckar
- Niederhalden zu Deißlingen
- Nießle zu Sulz am Neckar
- Nonnenberg zu Hardt

### O
- Oberaichhof zu Oberndorf am Neckar
- Oberbauernhof zu Lauterbach
- Obere Mühle zu Epfendorf
- Obere Ziegelhütte zu Rottweil
- Oberer Kirnbach zu Schramberg
- Oberer Schlatthof zu Oberndorf am Neckar
- Oberhalden zu Schenkenzell
- Oberhart zu Dornhan
- Oberhof zu Sulz am Neckar
- Oberndorf am Neckar
- Oberreichenbächle zu Schiltach
- Oberreute zu Schramberg
- Oberrotenstein zu Rottweil
- Oberstaigenbach zu Schiltach
- Öhle zu Schramberg

### P
- Paradieshof zu Schramberg
- Pfundsteinhof zu Schiltach
- Pochenmühle zu Fluorn-Winzeln
- Purpen zu Schramberg
- Purpenhalde zu Schramberg

### R
- Ramsel zu Schiltach
- Ramshalde zu Sulz am Neckar
- Ramstein zu Epfendorf
- Ramstein (Hinter- und Vorder-) zu Schramberg
- Ramsteiner Mühle zu Epfendorf
- Rappenbauernhof zu Schramberg
- Rappenfelsen zu Schramberg
- Raustein zu Schramberg
- Reibehof zu Lauterbach
- Reilinsberg zu Schenkenzell
- Reinau zu Sulz am Neckar
- Reint zu Aichhalden
- Reißer zu Aichhalden
- Remsbach zu Schramberg
- Renfrizhausen zu Sulz am Neckar
- Reute (Tierungsreute) zu Schramberg
- Riedelhalde zu Sulz am Neckar
- Riesen zu Aichhalden
- Riesen zu Schiltach
- Rindenhof zu Epfendorf
- Rinkenbach zu Schenkenzell
- Rohrbach zu Schiltach
- Rohrbachgrund zu Schiltach
- Römerhof zu Rottweil
- Roßberg zu Schenkenzell
- Roßwald zu Schramberg
- Rötelhof zu Oberndorf am Neckar
- Rötenberg zu Aichhalden
- Rötenmühle zu Vöhringen
- Rotenzimmern zu Dietingen
- Rotlach zu Schiltach
- Rotlehof zu Schenkenzell
- Rotsee zu Eschbronn
- Rottenmünster zu Rottweil
- Rottweil
- Rottweil-Altstadt zu Rottweil
- Rotwasser zu Lauterbach
- Rubstock zu Schiltach

### S
- Saline Wilhelmshall zu Rottweil
- Salzbohrhaus zu Sulz am Neckar
- Sandbühl zu Epfendorf
- Säuen zu Schramberg
- Schachen zu Aichhalden
- Schachenbronn zu Schramberg
- Schachthaus zu Deißlingen
- Schafhof zu Lauterbach
- Schafwasen zu Rottweil
- Schenkenzell
- Schiltach
- Schilteck zu Schramberg
- Schlangenbühl zu Schramberg
- Schleifeloch zu Schramberg
- Schliefebühl zu Schramberg
- Schloßhof zu Schramberg
- Schloßhof mit Schenkenburg zu Schenkenzell
- Schmelzle zu Schiltach
- Schnaithof zu Sulz am Neckar
- Schönbronn zu Schramberg
- Schöngrund zu Schiltach
- Schoren zu Aichhalden
- Schoren zu Schramberg
- Schramberg
- Schrofen zu Schiltach
- Schützenhaus zu Schramberg
- Schwabenhof zu Schramberg
- Schwanenmoos zu Aichhalden
- Schwarzenbach (Oberer) zu Schramberg
- Schwarzenbach (Unterer) zu Schramberg
- Seedorf zu Dunningen
- Segelacker zu Aichhalden
- Seilerecke zu Schramberg
- Siegelhaus zu Vöhringen
- Sigmarswangen zu Sulz am Neckar
- Sommerberg zu Schramberg
- Sommerhalde zu Sulz am Neckar
- Sommermoos zu Schramberg
- Sommerwies zu Schiltach
- Sonthof zu Rottweil
- Spittel zu Lauterbach
- Staatsdomäne Bernstein zu Sulz am Neckar
- Staatsdomäne Kirchberg zu Sulz am Neckar
- Staatsdomäne Unteraichhof zu Oberndorf am Neckar
- Staatsdomäne Weiherhof zu Sulz am Neckar
- Staffelbach zu Fluorn-Winzeln
- Stammelbach zu Schiltach
- Staudenrain zu Dunningen
- Steighäusle (Göttelbach) zu Schramberg
- Steighäusle (Sulgen) zu Schramberg
- Steinreute zu Hardt
- Stetten ob Rottweil zu Zimmern ob Rottweil
- Stittholz zu Dunningen
- Stittholzhof zu Bösingen
- Stockbrunnen zu Oberndorf am Neckar
- Stockhof zu Schenkenzell
- Stockmühle zu Schenkenzell
- Stungen zu Wellendingen
- Sulgen zu Schramberg
- Sulz am Neckar
- Süßlesberg zu Schenkenzell

### T
- Talhausen zu Epfendorf
- Tannenäckerle zu Lauterbach
- Tannengrund (Ober und Unter) zu Schenkenzell
- Tannenhof zu Schenkenzell
- Tannwald zu Villingendorf
- Teilen zu Hardt
- Tennenbronn zu Schramberg
- Teufelsküche (Granitwerk) zu Schenkenzell
- Teufen zu Eschbronn
- Teufen zu Schramberg
- Tierstein zu Dietingen
- Tierstein zu Schramberg
- Tischneck zu Hardt
- Tischneck zu Schramberg
- Tös zu Schenkenzell
- Trichtingen zu Epfendorf
- Trombach zu Schramberg
- Trombach zu Lauterbach

### U
- Untere Mühlbauern zu Eschbronn
- Untere Mühle zu Epfendorf
- Untere Mühle zu Fluorn-Winzeln
- Untere Mühle zu Sulz am Neckar
- Untere Mühle zu Wellendingen
- Unterer Schlatthof zu Oberndorf am Neckar
- Unterm Dorf zu Schramberg
- Untermühle zu Sulz am Neckar
- Unterreichenbächle zu Schiltach
- Unterrotenstein zu Rottweil
- Unterschiltach zu Schramberg
- Unterstaigenbach zu Schiltach

### V
- Vaihinger Hof zu Rottweil
- Viehhaus zu Sulz am Neckar
- Vier Häuser zu Schramberg
- Villingendorf
- Vogthof zu Schramberg
- Vogtsbauernhof zu Lauterbach
- Vöhringen
- Vor dem hinteren Erdlinsbach zu Schiltach
- Vor dem unteren Erdlinsbach zu Schiltach
- Vor Eulersbach zu Schiltach
- Vor Hunsel zu Schiltach
- Vor Reichenbächle zu Schiltach
- Vorder Heubach zu Schenkenzell
- Vorderheubach zu Schiltach
- Vortal zu Schenkenzell

### W
- Waldenbrunn zu Schenkenzell
- Waldhof zu Bösingen
- Waldmössingen zu Schramberg
- Wanne zu Aichhalden
- Wasenhäuser zu Epfendorf
- Webertal zu Oberndorf am Neckar
- Wehrstein zu Sulz am Neckar
- Weiden zu Dornhan
- Weiden zu Schiltach
- Weierhalden zu Schramberg
- Weiher zu Aichhalden
- Wellendingen
- Welschdorf zu Schiltach
- Welschdorf zu Lauterbach
- Wenthof zu Epfendorf
- Wiedmenhof zu Schenkenzell
- Wiesbauernhof zu Lauterbach
- Wiesenbauernhof zu Schramberg
- Wildenstein zu Zimmern ob Rottweil
- Wilflingen zu Wellendingen
- Windkapf zu Schramberg
- Winterbauernhof zu Lauterbach
- Winterhalden zu Schenkenzell
- Wintermoos zu Schramberg
- Winzeln zu Fluorn-Winzeln
- Wittershausen zu Vöhringen
- Wittichen zu Schenkenzell
- Wolfsbühl zu Schramberg
- Wursthof zu Lauterbach
- Wüstenbach zu Schenkenzell

### Z
- Zepfenhan zu Rottweil
- Ziegelhütte zu Sulz am Neckar
- Ziegelhütte zu Vöhringen
- Ziegelhütte zu Wellendingen
- Zimmern ob Rottweil
- Zollhaus zu Aichhalden
- Zundelgraben zu Schenkenzell